# Kanton Gouzon
Gouzon is een kanton van het Franse departement Creuse. Het kanton maakt deel uit van de arrondissementen Guéret (14) en Aubusson (12). Het telt 9.426 inwoners in 2018.
Het kanton werd gevormd ingevolge het decreet van 17 februari 2014 met uitwerking op 22 maart 2015.

## Gemeenten
Het kanton omvatte bij zijn oprichting 26 gemeenten. Op 1 januari 2016 werden de gemeenten Parsac en Rimondeix samengevoegd tot de fusiegemeente (commune nouvelle) Parsac-Rimondeix.
Sindsdien omvat het kanton volgende gemeenten:
- Blaudeix
- La Celle-sous-Gouzon
- Le Chauchet
- Chénérailles
- Cressat
- Domeyrot
- Gouzon
- Issoudun-Létrieix
- Jarnages
- Ladapeyre
- Lavaveix-les-Mines
- Parsac-Rimondeix
- Peyrat-la-Nonière
- Pierrefitte
- Pionnat
- Puy-Malsignat
- Saint-Chabrais
- Saint-Dizier-la-Tour
- Saint-Julien-le-Châtel
- Saint-Loup
- Saint-Médard-la-Rochette
- Saint-Pardoux-les-Cards
- Saint-Silvain-sous-Toulx
- Trois-Fonds
- Vigeville